# Municipio de Kristianstad
El municipio de Kristianstad (en sueco: Kristianstads kommun) es un municipio de Escania, la provincia más austral de Suecia. Su sede se encuentra en la ciudad de Kristianstad. Su área total es de 1818,24 kilómetros cuadrados, lo convierte en el municipio más grande de la provincia de Escania por área.

## Localidades
Hay 26 áreas urbanas (tätort) en el municipio:
| #  | Localidad        | Población |
| -- | ---------------- | --------- |
| 1  | Kristianstad     | 35 711    |
| 2  | Åhus             | 9423      |
| 3  | Tollarp          | 3284      |
| 4  | Hammar           | 2057      |
| 5  | Fjälkinge        | 1690      |
| 6  | Önnestad         | 1378      |
| 7  | Degeberga        | 1291      |
| 8  | Norra Åsum       | 1264      |
| 9  | Färlöv           | 1026      |
| 10 | Viby             | 991       |
| 11 | Gärds Köpinge    | 936       |
| 12 | Everöd           | 885       |
| 13 | Arkelstorp       | 768       |
| 14 | Rinkaby          | 745       |
| 15 | Vinnö            | 536       |
| 16 | Hammarslund      | 461       |
| 17 | Balsby           | 430       |
| 18 | Österslöv        | 414       |
| 19 | Linderöd         | 404       |
| 20 | Yngsjö           | 302       |
| 21 | Ovesholm         | 299       |
| 22 | Östra Sönnarslöv | 294       |
| 23 | Bäckaskog        | 293       |
| 24 | Torsebro         | 270       |
| 25 | Huaröd           | 242       |
| 26 | Vittskövle       | 235       |

## Ciudades hermanas
Kristianstad está hermanada o tiene tratado de cooperación con:
- Espoo, Finlandia
- Kongsberg, Noruega
- Koszalin, Polonia
- Køge, Dinamarca
- Rendsburg, Alemania
- Šiauliai, Lituania
- Skagafjörður, Islandia